# Trichorhina minutissima
Trichorhina minutissima är en kräftdjursart som beskrevs av Gustav Budde-Lund 1913B. Trichorhina minutissima ingår i släktet Trichorhina och familjen myrbogråsuggor. Inga underarter finns listade i Catalogue of Life.